# Phocas
Vous lisez un « bon article » labellisé en 2020.
Pour les articles homonymes, voir Phocas (homonymie).
Phocas (latin : Flavius Phocas Augustus, grec : Φωκάς), né vers 547 et mort le 5 octobre 610, est un empereur byzantin de 602 à 610.
Simple centurion dans l'armée impériale, il participe à une campagne militaire dans les Balkans en 602 quand il prend la tête d'une révolte des soldats contre l'empereur Maurice, alors profondément impopulaire du fait des difficultés économiques et financières de l'Empire. Rapidement, Phocas profite de la fragilité du pouvoir impérial pour pénétrer dans Constantinople, s'emparer du pouvoir et faire exécuter la famille de Maurice.
C'est le début d'un règne tyrannique, marqué autant par une instabilité interne que par des frontières assaillies par des adversaires de l'Empire, qui profitent de l'incompétence de Phocas. En effet, celui-ci fait preuve d'une incapacité notoire à s'imposer à la tête de l'Empire. Sa légitimité est contestée durant tout son règne et les nombreuses révoltes sont souvent réprimées dans le sang, ce qui ne fait qu'accroître son impopularité. Dans le même temps, l'empereur des Sassanides, Khosro II, lance une offensive générale dans les provinces orientales de l'Empire, que Phocas ne parvient pas à repousser. Peu à peu, les provinces périphériques cèdent tandis qu'à Carthage, le gouverneur Héraclius l'Ancien se rebelle et s'empare rapidement de l'Égypte, avant qu'une flotte conduite par son fils, Héraclius, ne prenne Constantinople sans combattre. Phocas, abandonné de toutes parts, est capturé et mis à mort.
Si certains historiens estiment qu'il souffre parfois injustement de la sévérité des chroniqueurs de l'époque, rares sont ceux qui remettent en cause le souvenir d'un empereur incapable de gouverner un Empire alors en proie à de grandes difficultés, qu'il a parfois contribué à aggraver.

## Contexte général

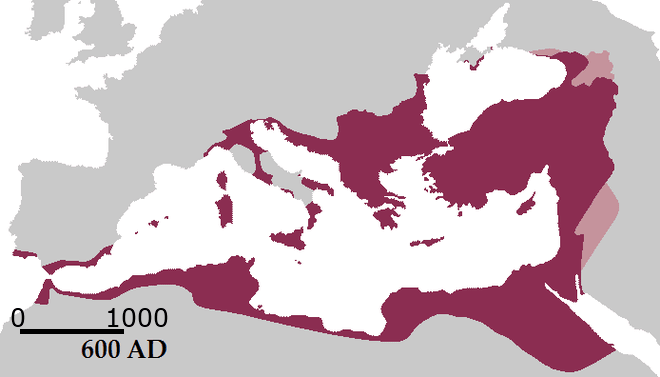
L'Empire byzantin vers 600, au moment de la prise du pouvoir par Phocas. En rose clair, les territoires contrôlés par des alliés proches de l'Empire.

Au début du VIIe siècle, l'Empire romain d'Orient est à une période charnière de son histoire. Il sort d'un VIe siècle caractérisé par le sursaut du règne de Justinien, avec la reconquête de provinces entières (l'Italie, l'Afrique du Nord et une partie de l'Espagne). Néanmoins, rapidement après la mort de Justinien, ses successeurs peinent à maintenir intactes des frontières parfois jugées trop étendues, d'autant que les ressources impériales ont souffert des effets de la peste de Justinien et d'autres catastrophes naturelles qui ont mis à mal la vie économique et sociale de l'Empire byzantin. Sous Maurice, qui règne de 582 à 602, ces problèmes semblent s'aggraver avec la pression continue des Lombards en Italie, des Sassanides en Orient, des Slaves et des Avars dans les Balkans. Si l'empereur est victorieux en Orient et paraît en passe de l'emporter dans les Balkans, c'est au prix de la mobilisation toujours plus grande de ressources limitées, au point de susciter un mécontentement croissant dans la société en général et dans l'armée en particulier. C'est dans ce contexte, marqué par une agitation intérieure de plus en plus forte, qu'intervient la rébellion de Phocas.

## Origines et prise du pouvoir
Les origines de Phocas sont entourées d'un profond mystère et rien n'est connu de sa vie avant le tournant du VIIe siècle. Il se marie à une date inconnue à une certaine Léontia, peut-être d'origine thrace et ils ont au moins une fille, Domentzia. Si son père nous est inconnu, la mère de Phocas se nomme elle aussi Domentzia et Phocas a deux frères connus, Domentziolus et Comentiolus. Les historiens retiennent régulièrement l'idée d'une origine thraco-romaine, une thèse appuyée par les patronymes de ses frères mais son nom de Phocas, souvent associé à l'Asie Mineure, peut faire pencher vers une origine asiatique, soit de Cappadoce comme l'affirme Georges le Moine, dont le propos prête à controverse et comme le mentionnent les Patria de Constantinople, plus crédibles sur les origines des empereurs. Une origine arménienne ne peut être complètement exclue.

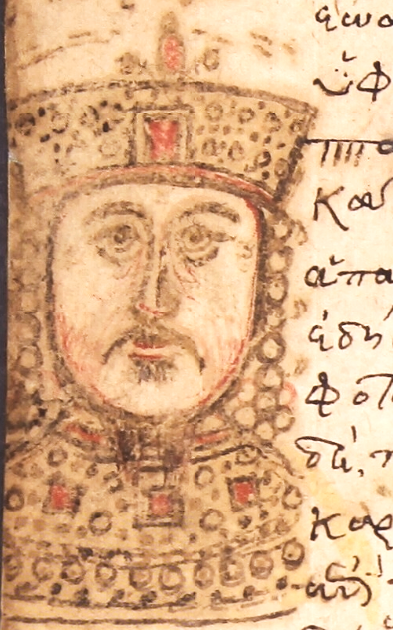
Portrait probablement fantaisiste de Phocas, dans le mutinensis gr. 122, manuscrit du XV.

Au début du VIIe siècle, Phocas est officier dans l'armée envoyée par l'empereur Maurice pour défendre la frontière du Danube contre les incursions des Avars et des Slaves. Néanmoins, son statut exact est mal connu et plusieurs sources, souvent favorables à Héraclius, tendent à dénigrer Phocas et le décrivent comme un officier subalterne, simple centurion. Pour autant, selon d'autres écrits d'Occident ou d'Orient donc plus distants de la politique byzantine, il appartiendrait à la catégorie des officiers supérieurs. Selon Paul Diacre, il est l'écuyer (strator) de Priscus. Frédégaire note qu'il est patrice et duc, des rangs importants et selon Jean de Nikiou, il est l'un des quatre commandants de l'armée de Thrace. Vincent Puech a nettement souligné cette discordance entre les sources byzantines et non byzantines, qui appelle à la prudence pour définir l'origine sociale exacte de Phocas.
Quoi qu'il en soit, quelques années plus tôt, Maurice est parvenu à un accord de paix avec les Sassanides. Provisoirement préservé de toute menace en Orient, il peut donc se consacrer à la consolidation de la frontière danubienne, qui peine à protéger la péninsule balkanique. C'est son frère Pierre qui commande l'armée envoyée en 601-602 pour renforcer la frontière. Néanmoins, les soldats sont de plus en plus réticents à s'engager dans des campagnes au long cours car les soldes ne sont qu'imparfaitement payées, ce qui témoigne des difficultés financières de l'Empire. Quand Pierre ordonne à l'armée d'hiverner au nord du Danube après avoir passé l'été à combattre, la troupe refuse catégoriquement. Déjà, quelques années auparavant, le général Priscus avait désobéi à un ordre similaire de Maurice car il avait été rapidement confronté aux protestations de la troupe. Dès 598, alors que c'est Comentiolus (un homonyme du frère de Phocas) qui dirige l'armée de Thrace, Phocas aurait fait partie d'une première délégation venue protester auprès de l'empereur de la rudesse des conditions au sein de la troupe. La situation ne fait qu'empirer quand Maurice annonce que, pour des raisons financières, les soldats doivent vivre sur le pays. Mais sans perspectives de butin substantiel et déjà frappés par des baisses de soldes, les soldats protestent et la situation tourne à la rébellion. Phocas, peut-être simple centurion, est élevé sur un pavois, signe de sa prétention au pouvoir suprême. Pierre est contraint de s'enfuir pour informer son frère à Constantinople. C'est une nouvelle sédition qui se présente à Maurice, qui peine alors à maintenir l'ordre, d'autant qu'au cours de l'hiver qui précède, des troubles ont éclaté à Constantinople à la suite d'un début de famine.
Maurice se retrouve rapidement en manque de troupes. Il ne dispose alors que des Excubites et des Factions des Bleus et des Verts, qui peuvent fournir des troupes d'appoint mais sont difficiles à contrôler. Quand les rebelles arrivent devant Constantinople, un compromis tend à émerger. Le fils de Maurice, Théodose, est proposé pour monter sur le trône. Déjà couronné comme coempereur, il semble une solution de continuité, mais il décline la proposition. C'est ensuite Germanus, un haut dignitaire, qui est soutenu par les opposants à Maurice. Celui-ci tente de l'arrêter, ce qui provoque des émeutes. Bientôt, son pouvoir s'effondre et il s'enfuit en Bithynie. Les troupes conduites par Phocas peuvent entrer dans la capitale et, alors que Germanus s'apprête à devenir empereur, il se heurte à l'opposition des Verts, l'une des deux factions principales de la Cité impériale qui lui reprochent son soutien résolu et de longue date aux Bleus. Cette dichotomie entre les Verts et les Bleus, deux groupes de pression qui représentent de larges pans de la population constantinopolitaine, structure alors une partie de la vie politique byzantine. Désormais, Phocas a le champ libre car il n'est affilié à aucune des factions. Il est couronné empereur le 23 novembre 602 en l'église Saint-Jean-Baptiste d'Hebdomon, ce qui fait de lui le premier empereur romain à être couronné dans une église ; une pratique amenée à se perpétuer. Bientôt, il s'empare de la famille de Maurice, réfugiée à Nicomédie et met à mort tant l'ancien empereur que ses fils, inaugurant ainsi un règne marqué par la répression politique, le plus souvent dans le sang. Les corps sont jetés dans le Bosphore et la tête de Maurice exhibée devant l'armée des Balkans. Cette élimination physique de l'ancienne famille régnante a choqué ses contemporains et a certainement contribué à affaiblir d'emblée son pouvoir. D'autres hauts dignitaires du régime de Maurice sont mis à mort, comme le général Comentiolus, qui a semble-t-il laissé un mauvais souvenir lors de son service à la tête de l'armée des Balkans ou le préfet Constantin Lardys, rendu responsable de mesures financières impopulaires,,. En revanche, il est plus clément envers Germanus ou Philippicos, le comte des Excubites et beau-frère du défunt empereur, qui est tonsuré et relégué dans un monastère.
Le succès de la révolte de Phocas s'explique largement par l'impopularité grandissante de Maurice ainsi que son manque de compréhension face au mécontentement général au sein de l'armée. Dès les années 590, plusieurs mouvements de colère s'étaient emparés des soldats, du fait de conditions financières de plus en plus difficiles. L'armée byzantine est alors mobilisée intensément pour défendre des frontières menacées, sans avoir ni les effectifs, ni les moyens financiers de soutenir durablement un tel effort. Phocas a su capitaliser sur cette colère, tout en mettant à profit les troubles urbains à Constantinople, et prouve ainsi qu'il est désormais possible de s'emparer du pouvoir par la révolte militaire.

## Politique intérieure: entre complots et répression

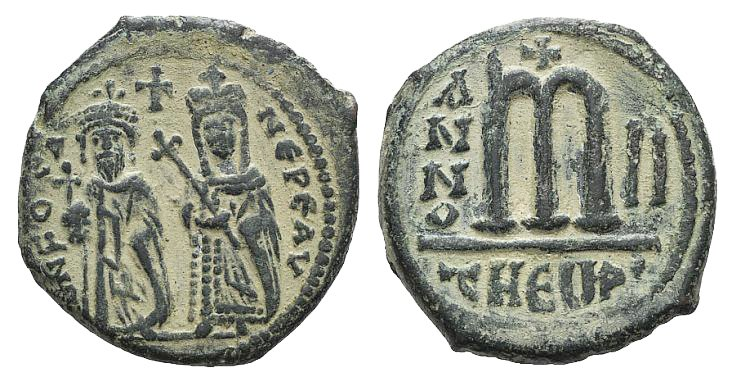
Nummus émis sous le règne de Phocas, le représentant avec sa femme. Phocas est le premier empereur depuis longtemps à figurer sur les pièces de monnaie avec une barbe. Cet attribut devient rapidement fréquent dans la numismatique byzantine et dans la représentation de l'empereur en général.

Tout au long de son règne, Phocas se montre incapable de consolider sa légitimité. Il est alors le premier empereur romain d'Orient à être parvenu au pouvoir par la force, à la suite d'un coup d'État, ce qui met fin à une longue période de relative stabilité politique. De ce fait, il peine à se faire reconnaître comme l'empereur de droit, d'autant que l'assassinat de Maurice et de sa famille provoque un certain émoi parmi ses contemporains. Enfin, et ce qui rajoute aux difficultés, il ne semble avoir exercé aucune fonction qui aurait pu le mettre en lien avec le gouvernement de l'Empire et n'a donc aucune expérience en la matière alors même que la situation de l'Empire devient de plus en plus critique.
Dès 603/604, des mouvements d'opposition se développent dont il est difficile d'avoir une idée exhaustive. Dans la capitale, Constantina, la veuve de Maurice, complote avec plusieurs hauts dignitaires comme Germanus, mais ils sont démasqués et condamnés à l'exil avant d'être mis à mort. Dès qu'il apprend le renversement de Maurice, le chef des armées d'Orient (magister militum per Orientem) Narsès se soulève et s'empare d'Édesse. Secouru par les Sassanides qu'il a appelés à l'aide, il échappe à l'armée loyaliste envoyée par Phocas mais finit par se rendre contre la promesse de la vie sauve en 605. Phocas ne tarde pas à revenir sur sa parole et le fait exécuter à son arrivée à Constantinople. C'est là un aspect fondamental de son règne. L'empereur réagit presque systématiquement par la force, voire la brutalité, ce qui accroît en retour son impopularité. Il agit de même vers 609-610, quand le comte des Largesses sacrées Athanase, le chef de l'arsenal Elpidius et le préfet du prétoire Théodore fomentent un complot semble-t-il pour l'assassiner. Démasqués, ils sont tous trois décapités. Dans l'ensemble, Phocas est mal perçu par les élites impériales, en particulier au sein du Sénat byzantin qui semble avoir conspiré régulièrement contre lui.
À Constantinople, il est très vite confronté aux Factions. Le rôle exact de ces groupes d'habitants des zones urbaines reste débattu ; Alan Cameron estime qu'ils ne jouent pas de réel rôle politique mais d'autres historiens comme Wolf Liebeschuetz insistent au contraire sur leur puissante capacité d'action. Dans tous les cas, Phocas ne peut échapper à leur influence. Si les Verts l'ont soutenu au moment de prendre le pouvoir, c'était seulement pour éviter l'arrivée de Germanus sur le trône et ils ne sont donc pas un soutien fidèle à sa personne. Dès 603, des émeutes se produisent avec un violent incendie dans la Mesē. Les Verts semblent alors s'être déjà détournés de Phocas, qui a cependant en partie réussi à se concilier les Bleus, pourtant réservés à son égard en 602. En 609, un nouvel épisode de tensions entre Phocas et les Verts est évoqué. Alors que l'empereur se rend dans l'Hippodrome, il est conspué, semble-t-il pour son état d'ébriété. Il réagit vivement en mettant à mort plusieurs factieux, tandis que les Verts incendient à nouveau des bâtiments de la capitale,,.
Dans l'ensemble, Phocas se repose beaucoup sur sa famille, en particulier ses deux frères, Comentiolus et Domentziolus, qui occupent des postes militaires de premier plan. Du fait de l'opposition d'une partie significative de l'élite byzantine, il doit d'autant plus compter sur ses parents pour prévenir autant que possible le risque de soulèvements ou de trahisons. Il tente aussi de se rapprocher de membres influents de l'aristocratie byzantine comme le général Priscus. Désormais comte des Excubites, celui-ci épouse Domentzia, l'une des filles de Phocas mais cette alliance reste fragile. Priscus semble avoir toujours fait preuve d'une loyauté limitée envers Phocas qui s'est montré méprisant et jaloux lors de la cérémonie du mariage. Priscus est d'ailleurs souvent considéré comme à l'origine d'une lettre qui incite à la révolte le gouverneur d'Afrique, Héraclius l'Ancien, et il abandonnera Phocas quand son pouvoir s'effondrera.

## La guerre avec les Sassanides
Depuis 591, l'Empire byzantin et l'Empire sassanide, les deux superpuissances régionales, sont en paix. Maurice entretient de bonnes relations avec Khosro II, qu'il a aidé à reprendre son trône, un temps occupé par un usurpateur. La chute et la mort de Maurice mettent un terme à cette période de bonne entente. Khosro II refuse catégoriquement de reconnaître le nouvel empereur et décide de venger celui qu'il considère comme son ancien allié. Il proclame combattre pour mettre Théodose, l'un des fils de Maurice, sur le trône. Si les historiens modernes estiment aujourd'hui que Théodose a été capturé peu après sa famille par les forces de Phocas, des sources de l'époque affirment qu'il est parvenu à rejoindre Ctésiphon pour demander l'aide de Khosro. En dépit des intentions affichées par ce dernier, il voit surtout dans la chute de Maurice un prétexte pour attaquer le rival historique de la puissance iranienne dans le Moyen-Orient et d'effacer les concessions faites en 591, notamment l'abandon de l'Arménie. C'est ainsi que s'ouvre ce que des historiens estiment être la dernière grande guerre de l'Antiquité.

Carte de la frontière perso-byzantine. La région comprise entre la frontière de 387 et celle de 591 est la première à tomber entre les mains des Sassanides.

La progression sassanide se fait sur deux fronts : l'Arménie et la Mésopotamie, qui sont les deux provinces extérieures de l'Empire byzantin, directement en contact avec le monde perso-iranien. L'ambition de Khosro est d'abord de récupérer la région de l'Arménie qui a été cédée aux Byzantins en 591 et sur laquelle ces derniers ont un contrôle encore précaire. Les Sassanides avancent peu à peu et parviennent plusieurs fois à vaincre les armées romaines. La chronologie exacte des événements est difficile à établir et reste débattue mais, à la mort de Phocas, les Sassanides ont repris une large partie de l'Arménie perdue en 591 et s'emparent notamment de deux forteresses importantes : Théodosiopolis et Citharizum. Désormais, ils peuvent menacer directement l'Anatolie. Lors de ces campagnes, les forces de Khosro n'hésitent pas à mettre en avant le fils présumé de Maurice, pour obtenir plus facilement des redditions, ce qui atteste de la précarité du pouvoir de Phocas,,.
En Mésopotamie, le schéma est globalement similaire avec une progression lente mais régulière. Les Sassanides profitent de la rébellion de Narsès, le maître des milices d'Orient, pour rentrer en guerre. Ils vainquent et tuent Germanus, envoyé par Phocas vers 604 puis battent Léontius, son successeur, probablement en 605. L'empereur envoie alors son neveu, Domentziolus, sans plus de succès. Entre-temps, les soldats de Khosro ont pris Dara au terme d'un long siège en 604. Cette position, verrou de la Syrie, leur permet de progresser dans l'intérieur des terres, tout en se heurtant à la solidité des fortifications du limes oriental. Là encore, la chronologie est difficile à établir mais la situation se dégrade sensiblement après 608, quand la rébellion d'Héraclius l'Ancien et la perte de l'Égypte obligent Phocas à dégarnir sa frontière orientale pour combattre les rebelles. En outre, un mouvement général de contestation enflamme les villes de l'Orient byzantin, assorti de troubles causés par le soulèvement des Juifs et des Samaritains, de la résistance des monophysites et du désordre causé par les Factions, ces corporations urbaines qui s'opposent autant qu'elles contestent parfois l'autorité impériale. Parmi les positions importantes que les Perses ont prises à la mort de Phocas figurent Amida, Callinicum, Édesse ou bien encore Constantina dans l'Osroène. Là encore, il ne s'agit que de possessions périphériques mais elles ouvrent la voie à la conquête de la Syrie et de la Palestine qui s'apprête à suivre. Ainsi, les cités importantes d'Antioche ou d'Apamée tombent dans les premiers jours du règne d'Héraclius, en octobre 610.

## Politique provinciale

### Les Balkans menacés
La politique balkanique de Phocas est relativement méconnue. Originaire de cette région, il a nécessairement un regard attentif sur l'évolution de la situation, sachant qu'à cette époque, la frontière danubienne est régulièrement assaillie, notamment par les Avars, qui ont établi un Empire en Pannonie et les Slaves. L'armée qui porte Phocas au pouvoir est d'ailleurs elle-même en train de combattre ces menaces en 602 et revient sur le Danube après l'intronisation du nouvel empereur. Néanmoins, en 604, Phocas doit transférer des troupes en Orient pour combattre les Sassanides de Khosro, ce qui affaiblit la défense byzantine. L'empereur a pu être d'autant plus tenté d'utiliser ces soldats en Orient qu'ils sont issus de la même armée qui l'a porté au pouvoir et sont donc potentiellement plus loyaux. Il signe alors un traité avec les Avars pour garantir la paix, avec le paiement d'un tribut probablement important. En revanche, les Slaves sont parfois soupçonnés d'avoir lancé un raid jusqu'à Thessalonique. Le règne de Phocas marque ainsi l'abandon des ambitions de Maurice de porter la guerre en territoire avar, pour réduire leur puissance du mieux possible et ensuite rétablir complètement la souveraineté byzantine dans les Balkans,,. Néanmoins, contrairement à ce qui a parfois été affirmé, la frontière danubienne tient plutôt bien sous Phocas et c'est surtout dans les années 610, après sa mort, que les incursions des Slaves et des Avars reprennent avec une vigueur retrouvée et débouchent parfois sur un début de colonisation de la péninsule. Si la passivité de Phocas dans la région n'a donc pas directement ouvert la voie à une invasion, elle a probablement facilité sa survenue à plus ou moins brève échéance.

### L'Espagne byzantine
Phocas ne semble guère s'être préoccupé du sort de l'Espagne byzantine. Cette province lointaine, reconquise par Justinien, subit depuis quelques années les assauts des Wisigoths, désireux de contrôler l'ensemble de la péninsule ibérique. Du fait des nombreux problèmes auxquels il doit faire face, Phocas ne peut vraisemblablement pas s'occuper d'un territoire aussi distant de sa capitale. Il ne renouvelle pas les cadres de l'administration et les forces locales doivent tant bien que mal repousser les assauts de Wittéric, le souverain wisigoth, qui parvient notamment à s'emparer de Sagonte, réduisant encore un peu plus l'Espagne byzantine au littoral sud-est de la péninsule.

### Politique italienne

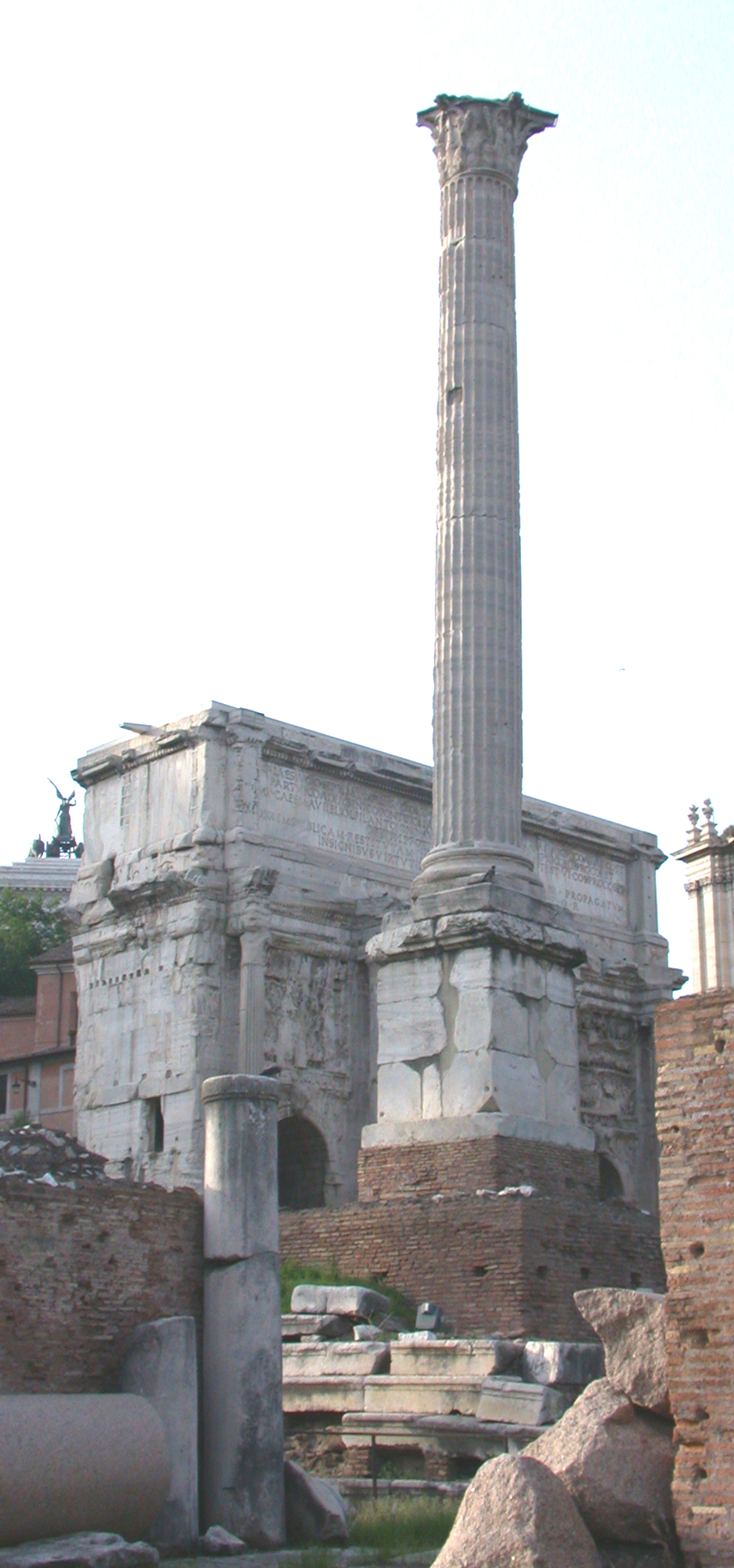
Colonne de Phocas, dernier monument dressé sur le Forum Romain. Elle est à l'origine surplombée d'une statue en l'honneur de l'empereur.

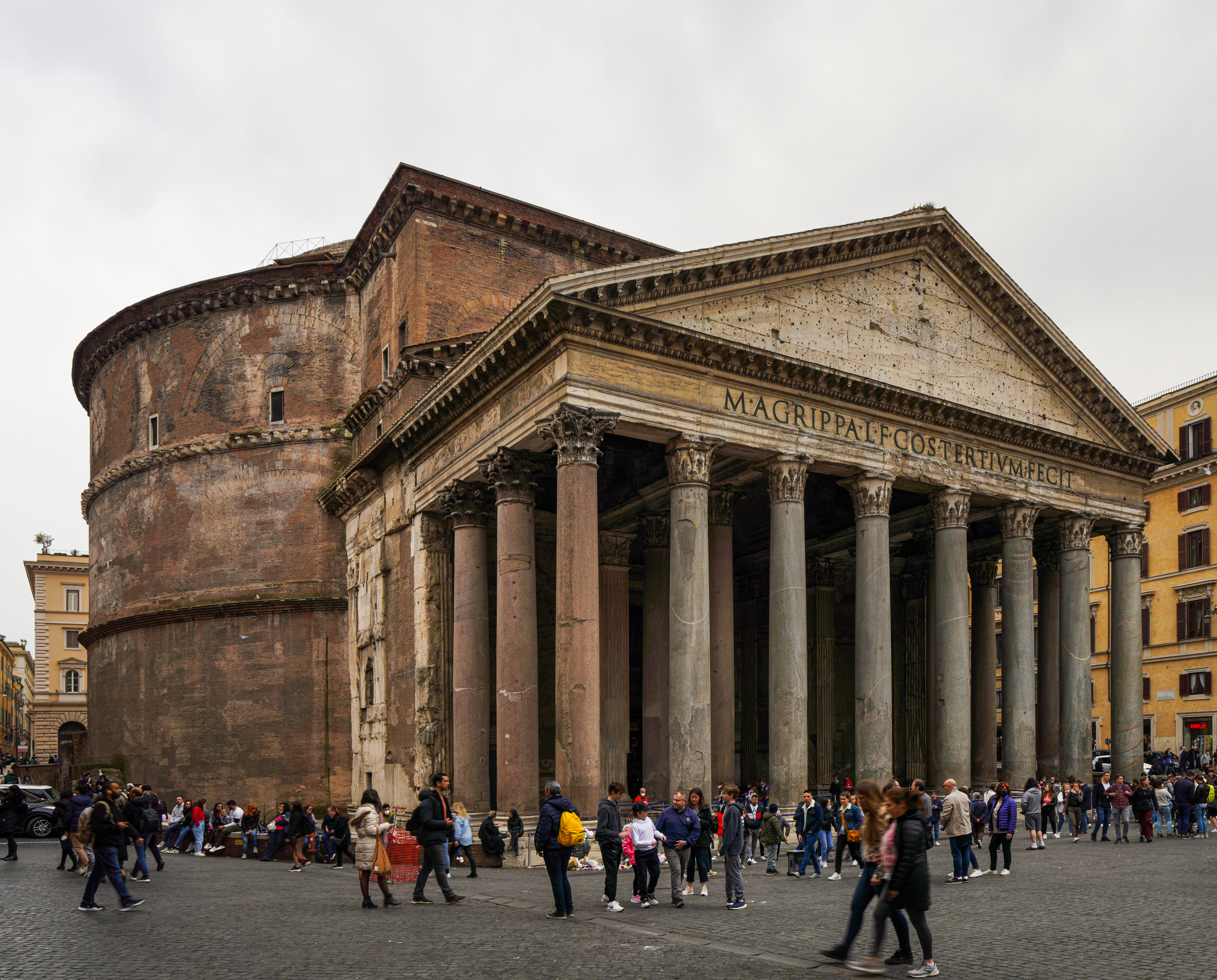
Le Panthéon de Rome est converti en église sous Phocas.

La politique italienne de Phocas se caractérise par son désir de se concilier au mieux les autorités influentes de la région, ce qui explique que c’est une des rares régions où il jouit d’une popularité élevée. L’Italie byzantine est alors aux prises avec les invasions lombardes qui mettent en péril le contrôle impérial de la péninsule. En outre, à Rome, la papauté s’affirme comme une puissance spirituelle de plus en plus autonome, en dépit du rôle de protecteur que doit jouer l’Empire romain à son égard. Phocas se distingue par sa propension à garder de bonnes relations avec le pape. Dès son arrivée au pouvoir, il est félicité par Grégoire le Grand, sûrement du fait des tensions qui existent alors entre le pape et Maurice. Quelques années plus tard, Phocas s’arrange pour faire nommer comme pape Boniface III qui est alors à Constantinople et avec qui il entretient des liens proches. En retour, Phocas reconnaît à l’évêque de Rome la primauté. Cela constitue un sujet sensible dans une Eglise chrétienne qui reste divisée en cinq patriarches. Désormais, seul le pape peut prétendre au titre d’évêque universel ou œcuménique, alors que le patriarche de Constantinople revendique aussi ce statut. Les relations entre l'empereur et le patriarche sont alors passablement dégradées puisque Cyriaque de Constantinople, qui meurt en 606, donne un temps asile à la veuve de Maurice et à ses partisans. Il est donc possible que Phocas ait souhaité sanctionner le patriarcat constantinopolitain. Enfin, Boniface IV, le dernier pape du règne de Phocas, obtient de l’empereur de convertir l’antique panthéon de Rome en une église.
En parallèle, Phocas se distingue par l’élévation d’une colonne en son honneur sur le Forum de Rome, dernier ajout à ce qui a été autrefois le cœur de la puissance romaine, tandis qu'une statue à son effigie est aussi érigée à Rome, représentant l'un des derniers exemples mentionnés de sculpture en ronde-bosse représentant un empereur romain. C’est aussi sous son règne qu’est faite la dernière mention du Sénat romain en 603. L’institution a alors largement décliné. Ces exemples symbolisent la transformation progressive, voire la disparition de tout un pan de la culture romaine antique. En parallèle, la vie culturelle semble connaître une certaine éclipse sous Phocas, avant de reparaître brièvement sous son successeur mais préfigurant les siècles dits obscurs de l'histoire byzantine, lors de laquelle la production culturelle décline.
En dépit de ses efforts pour s'assurer du soutien de la papauté et des élites italiennes en général, Phocas ne parvient guère à contenir l'expansion des Lombards. En 603, il rappelle Smaragde, ancien exarque de Ravenne, pour reprendre son poste, avec la consigne de combattre le roi lombard Agilulf. Cependant, les Byzantins perdent rapidement plusieurs positions, dont la ville de Mantoue ou celle de Crémone. Smaragde est finalement contraint de faire la paix et de relâcher les filles d'Agilulf que son prédécesseur avait fait prisonnières.

## La révolte de l'Afrique et la chute

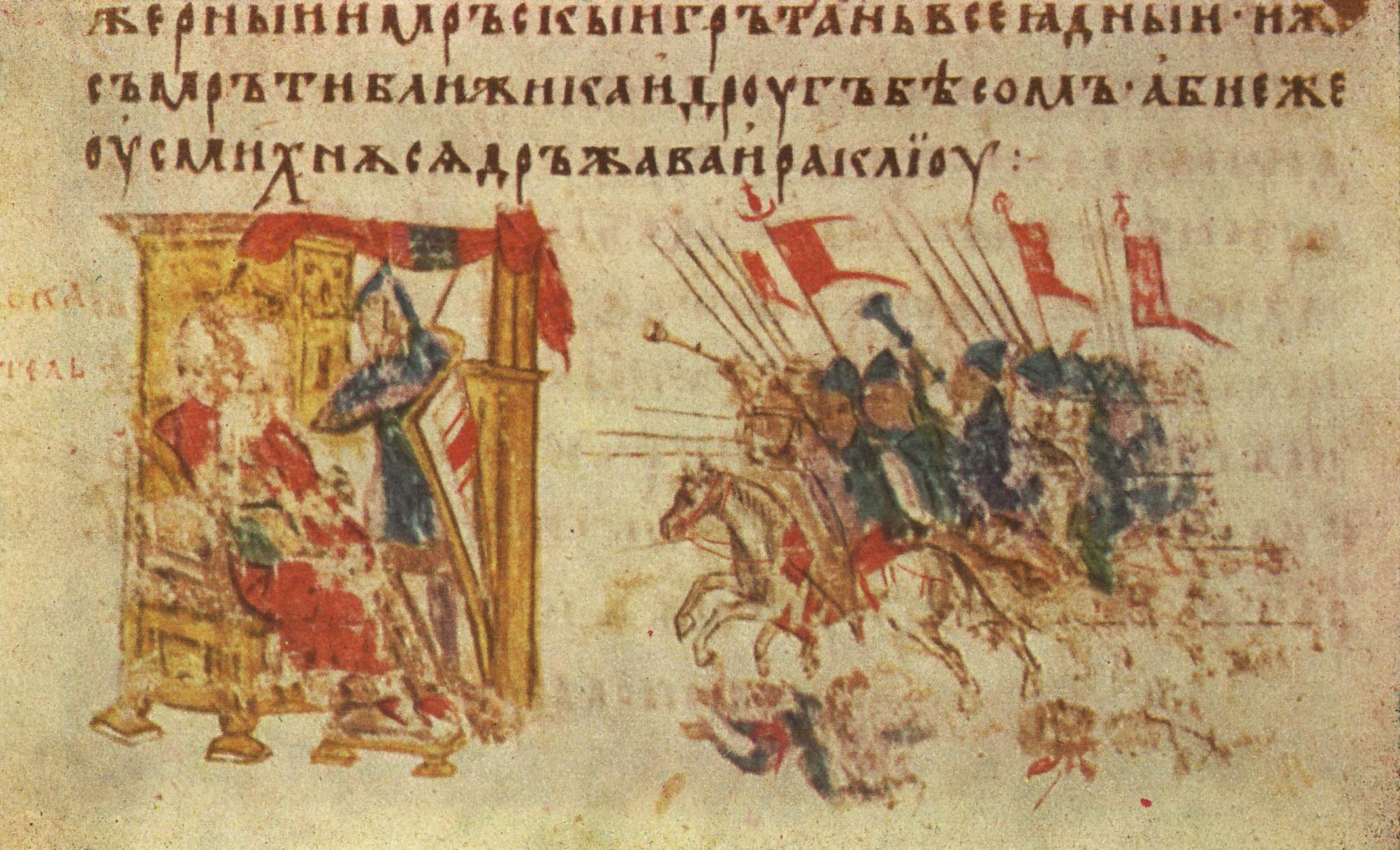
Miniature issue de la chronique de Manassès représentant la rébellion d'Héraclius.

En 608, Phocas règne depuis six ans, mais il n'est toujours pas parvenu à asseoir solidement son pouvoir. L'Orient est aux prises avec la progression des Sassanides tandis que des foyers d'agitation perdurent dans divers endroits de l'Empire, en particulier en Orient, souvent attisés par l'opposition entre les Bleus et les Verts. L'Afrique byzantine, relativement épargnée par les menaces extérieures, est alors une province plutôt prospère, dirigée par Héraclius l'Ancien. Quand il se soulève, la menace pour Phocas devient vite intenable. Depuis Carthage, Héraclius dispose d'une région entière derrière lui et de moyens financiers et humains importants. Les origines exactes de cette rébellion sont difficiles à retracer. Pour des chroniqueurs de l'époque, c'est l'influent Priscus qui a envoyé une lettre incitant Héraclius à la révolte pour déposer et éliminer Phocas, dont le règne se montre chaque jour plus désastreux. Au-delà de cette entreprise qui pourrait être qualifiée d'intérêt public, Walter Kaegi souligne l'intérêt personnel d'Héraclius et de sa famille à se révolter, voyant là une réelle opportunité de conquérir le pouvoir suprême.

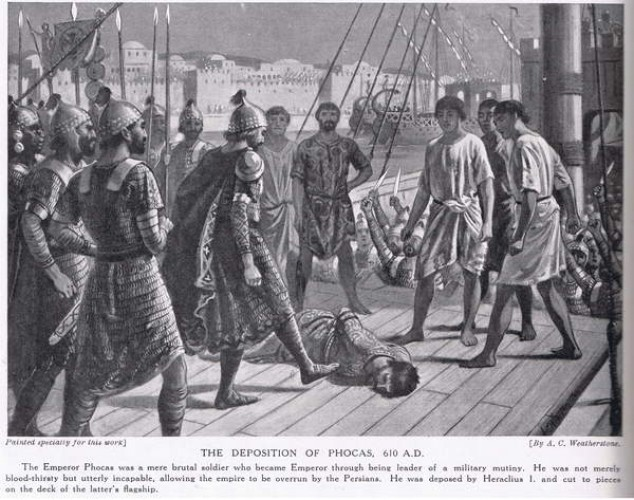
Dessin d'A.C. Weatherstone, daté de 1915, représentant Phocas traîné aux pieds d'Héraclius.

Héraclius l'Ancien envoie d'abord son neveu Nicétas conquérir l'Egypte, avec une petite armée de quelques milliers d'hommes, souvent des Maures recrutés localement. Rapidement, Nicétas se rend maître d'une grande partie de la riche province égyptienne. Phocas réagit d'abord en emprisonnant la femme d'Héraclius l'Ancien et la promise de son fils, Fabia Eudocia, pour laquelle les chroniqueurs lui prêtent des envies lubriques. Il envoie aussi en Égypte un de ses principaux généraux, Bonosos, connu pour sa sévérité voire sa cruauté, puisqu'il vient de mater divers soulèvements locaux en Palestine. Dès son arrivée, le général loyaliste remporte une victoire contre Bonakis, l'adjoint de Nicétas, avant d'effectuer le blocus d'Alexandrie. Mais il finit par être vaincu à son tour et doit fuir l'Égypte,. Cette défaite entraîne la perte de l’Égypte, grenier à blé de l'Empire, et principale source d'approvisionnement en blé de Constantinople. En outre, les troupes restées loyales à Phocas déployées en Palestine et en Syrie se retrouvent prises en tenailles entre les Sassanides, qui progressent d'autant plus facilement que Phocas doit détourner une partie de ses forces contre les rebelles, et l'Égypte désormais contrôlée par Nicétas.
La situation s'aggrave quand le propre fils d'Héraclius l'Ancien, lui aussi nommé Héraclius, prend la tête d'une flotte engagée contre Constantinople. Héraclius débarque à Hebdomon entre la fin septembre et le début octobre 610. Le trajet exact d'Héraclius est inconnu mais il semble être passé par la Sicile et le sud de l'Italie avant de prendre Abydos, au sud de la cité impériale. Sur son trajet, il aurait bénéficié de renforts, en particulier de la part de la faction des Verts selon Jean de Nikiou. Phocas, alors directement menacé, tente d'envoyer son frère, Domentziolus contre lui. Dans le même temps, les forces de Nicétas continuent de progresser et semblent s'emparer d'une grande part de la Syrie ainsi que Chypre, toujours sous la menace grandissante des Sassanides. Cependant, Héraclius temporise un moment, peut-être pour s'assurer de nouveaux soutiens, tandis que Phocas rappelle son frère. Il tente aussi de constituer à la hâte une flotte de guerre mais elle est aisément vaincue par les rebelles. Finalement, Héraclius débarque à Hebdomon, juste à l'extérieur de Constantinople, le 3 octobre. La panique et l'anarchie commencent à gagner la ville. La faction des Verts se rallie largement à Héraclius et lâche Bonosos, envoyé par Phocas pour combattre Héraclius, avant de libérer la mère et la fiancée de ce dernier, Fabia Eudocia. Quant à Priscus, qui a la main sur les Excubites et les Bucellaires, des troupes de premier ordre, il préfère adopter une posture de neutralité et se retire, prétendant être malade. Pour Phocas, la partie est déjà jouée. Privé de tout soutien de poids, il finit par être capturé par le patrice Probos. Traîné dans un navire, il est présenté devant Héraclius. Celui-ci aurait alors eu ces mots à son égard : « — C’est donc ainsi, de demander Héraclius, que tu as gouverné l’empire ? — Et tu penses, de répondre Phocas avec esprit, que ton gouvernement aurait été meilleur ? ». Il est rapidement exécuté le 5 octobre et mutilé, son corps démembré et écorché, certaines de ses parties exhibées avant d'être brûlées sur le forum du Bœuf, lieu traditionnel des exécutions, où sont aussi mis à mort Bonosos, Domentziolus et d'autres dignitaires du régime déchu.

## Historiographie

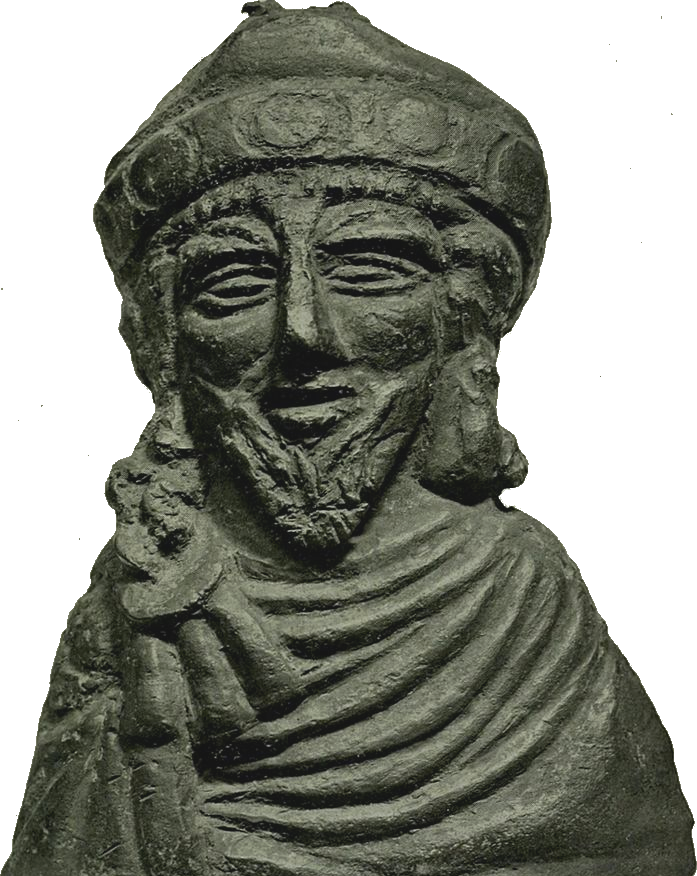
Poids d'une balance en bronze sculpté à l'effigie de Phocas, conservé au British Museum.

Rares sont les empereurs byzantins à susciter l'unanimité contre eux. Phocas en fait partie. Dès sa mort, il est largement critiqué par ses contemporains et les historiens ultérieurs. Héraclius, qui l'a renversé, a en partie contribué à cette damnatio memoriae pour mieux légitimer son arrivée au pouvoir, puisqu'il débarrasse l'Empire d'un tyran. Ainsi, Georges de Pisidie, poète au service d'Héraclius, qualifie Phocas de « face de Gorgone » ou de « Léviathan terrestre ». Théophylacte Simocatta qui livre une histoire du règne de Maurice n'est guère plus magnanime, puisqu'il en fait un barbare, moitié centaure et moitié cyclope. Cette piètre image a survécu à l'épreuve du temps. Elle est par exemple reprise par Pierre Corneille dans sa tragédie Héraclius, dans laquelle le personnage éponyme, présenté comme un fils de Maurice, échappe au massacre de sa famille et finit par renverser le tyran Phocas. Au XVIIIe siècle, Montesquieu voit dans l'avènement de Phocas le début d'une nouvelle ère, celle à partir de laquelle « l’histoire de l’Empire grec — c’est ainsi que nous nommerons dorénavant l’Empire romain — n’est plus qu’un tissu de révoltes, de séditions et de perfidies ». Au-delà de cette vision particulièrement sombre et décadente de l'histoire byzantine, la prise du pouvoir de Phocas inaugure effectivement une période de résurgence des prises de pouvoir violentes, qui contraste singulièrement avec la stabilité des premiers siècles.
Les historiens modernes n'ont pas remis en cause le constat d'un règne désastreux, tant militairement qu'économiquement et rivalisent parfois de formules pour décrire la catastrophe qu'aurait été le règne de Phocas. Ainsi, John Bagnell Bury dit qu'avec lui, « l'Empire sombra dans les plus profonds abysses de la dégradation et de la misère, et il semblait que seul un miracle divin pourrait le restaurer ». Louis Bréhier le décrit en des termes peu amènes : « Soldat inculte sorti du rang, tempérament despotique, coléreux, cruel et vindicatif ». Selon John Haldon, Phocas n'a ni les compétences, ni l'expérience pour diriger un Empire qui doit alors faire face à des défis de grande ampleur. Michel Kaplan le qualifie de « lamentable » dirigeant dont le règne ouvre une période d'instabilité interne profonde du fait de son incapacité à affirmer son autorité. Tous voient en lui un tyran sanguinaire au « règne de terreur effrénée » qui, selon Georg Ostrogorsky, est comme les dernières notes de l'histoire de l’État bas-romain, ouvrant sur une nouvelle ère de l'histoire byzantine. En effet, commencent au début du VIIe siècle d'importantes transformations dans le monde romain oriental : de grandes régions s'émancipent de l'empire, phénomène qui commence dès Phocas, voire avant et se prolonge sous son successeur Héraclius. À terme, le monde romain oriental entre en mutation, pour s'ouvrir sur ce que certains historiens qualifient de période « méso-byzantine », ce qui explique que le début ou le terme du règne de Phocas constituent parfois des bornes chronologiques.
L'un des rares avis divergents est à rechercher dans l'historiographie soviétique, puisque Vassili Kuchma voit dans l'arrivée au pouvoir de Phocas une « révolution sociale » qui contribue à affaiblir la domination de l'aristocratie byzantine et pose les bases de la transformation à venir du monde byzantin, reposant sur le modèle du petit paysan propriétaire avec le système des thèmes,. Certains historiens, comme Walter Emil Kaegi, sans remettre en cause le constat largement négatif du règne de Phocas, rappellent néanmoins que certains reproches sont exagérés et estiment que les sources primaires sont excessivement sévères à son encontre,. Kaegi note ainsi que Phocas est rendu responsable de pertes territoriales en réalité intervenues sous Héraclius, comme la perte de contrôle des Balkans ou la conquête par les Sassanides de la Palestine et de l'Egypte, même si les troubles causés par les errements de la politique de Phocas ont parfois créé les conditions de ces invasions. Mischa Meier est également méfiant à l'égard de sources très partiales et en bonne partie influencées par la propagande impériale d'Héraclius.